# Dactyladenia letestui
Dactyladenia letestui är en tvåhjärtbladig växtart som först beskrevs av Letouzey, och fick sitt nu gällande namn av Ghillean `Iain' Tolmie Prance och Frank White. Dactyladenia letestui ingår i släktet Dactyladenia och familjen Chrysobalanaceae. Inga underarter finns listade i Catalogue of Life.